# Kloster Baumgarten
Kloster Baumgarten (Bongart; Pomarium) ist eine ehemalige Zisterzienserabtei und heutige Trappistinnen-Abtei im Elsass in Frankreich, rund einen Kilometer südlich der Gemeinde Bernardvillé (Bernhardsweiler) im Département Bas-Rhin (Unterelsass), rund 15 Kilometer nördlich der Stadt Sélestat (Schlettstadt), am rechten Ufer der Schernetz.

## Geschichte
Das Kloster wurde im Jahr 1125 vom Straßburger Bischof Kuno von Michelbach gestiftet und 1148 von Beaupré in Lothringen besiedelt, aber dem Kloster Neubourg, das sich über Kloster Bellevaux und Kloster Lucelle (Lützel) von der Primarabtei Morimond herleitet, unterstellt. Die Klosterkirche wurde 1153 geweiht. Das Kloster erlangte nie größere Bedeutung. Abt Nicolaus Salicetus (latinisiert aus Weydenbosch) amtierte von 1482 bis vor 1490 und verfasste einen Antidotarius animae cum vita et passione Sanctae Birgittae (Gegengift der Seele mit Leben und Leiden der Hl. Birgitta), der 1489 in Straßburg gedruckt wurde. 1515 wurde Baumgarten von Kloster Lützel neu besetzt, aber schon 1525 in den Bauernkriegen zerstört und nicht wieder besetzt. Nach verschiedenen Nutzungen sind Ende 2009 Trappistinnen aus dem Kloster Altbronn in Ergersheim im Elsass eingezogen.

## Bauten und Anlage

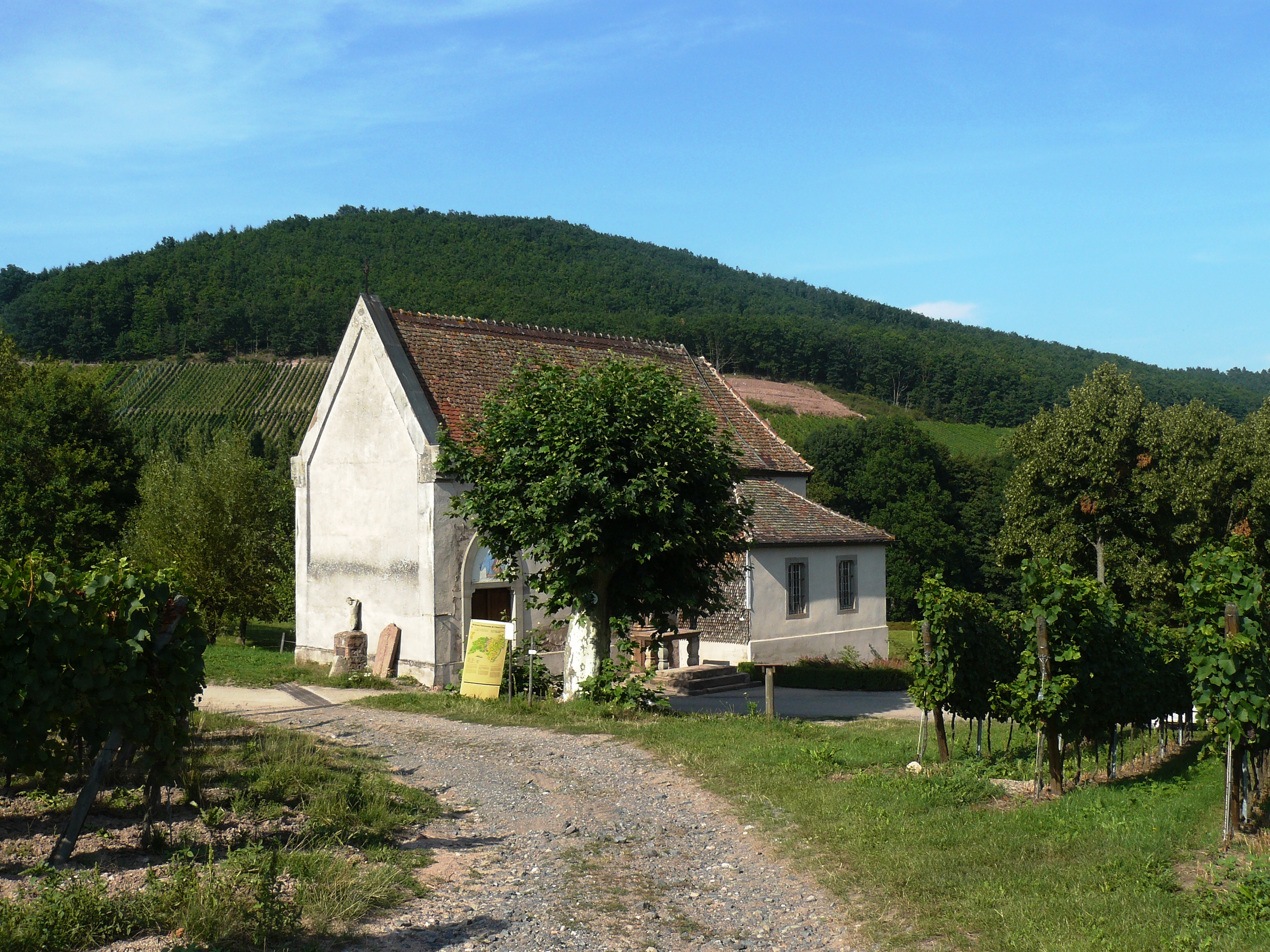
Die Nothelferkapelle

Reste der Klostergebäude sind erhalten, darunter ein gewölbter zweischiffiger Saal, wohl das frühere Refektorium, mit vier Säulen und mehreren Kapitellen. Auch in der Küche ist ein Kapitell aus der Zeit um 1200 erhalten. Die Anlage, die als Rinderstallung genutzt worden war, wurde um 1970 zum (nicht mehr bestehenden) Gastronomiebetrieb umgebaut. Erhalten (möglicherweise transloziert) ist die erstmals im Jahr 1153 genannte Nothelferkapelle.